# فينانتانو فينانتانا
فينانتانو فينانتانا (بالإيطالية: Venantino Venantini)‏ هو ممثل إيطالي، ولد في 17 أبريل 1930 في إيطاليا، وتوفي بنفس المكان في 8 أكتوبر 2018 بسبب قصور القلب.

## أعمال

### أفلام
- (1966) المطعم الكبير
- (1985) ليديهوك
- (2010) 22 رصاصة[5][6]
- (2016) مرسيليا

## وصلات خارجية
- فينانتانو فينانتانا على موقع IMDb (الإنجليزية)
- فينانتانو فينانتانا على موقع روتن توميتوز (الإنجليزية)
- فينانتانو فينانتانا على موقع ألو سيني (الفرنسية)
- فينانتانو فينانتانا على موقع أول موفي (الإنجليزية)
- فينانتانو فينانتانا على موقع قاعدة بيانات الأفلام السويدية (السويدية)
- فينانتانو فينانتانا على موقع قاعدة بيانات الفيلم (الإنجليزية)
- فينانتانو فينانتانا على موقع كينوبويسك (الروسية)